# 福音戰士新劇場版：Q
《福音戰士新劇場版：Q》是一部2012年上映的日本動畫電影。是福音戰士新劇場版系列的第三部。与吉卜力工作室特摄短編电影《巨神兵现身东京 劇場版》同時上映。

## 概要
福音戰士新劇場版系列是重新制作的《新世纪福音战士》的再构筑作品（REBUILD）。本作是系列第三部，于2012年11月17日在日本公映。标题『Q』是系列标题「序破急」(日本雅樂用語)的『急』演变而来来代表Quickening。作为2009年公映的《福音戰士新劇場版：破》的续篇，但与《破》最后的予告内容存在巨大差异，故事背景已是14年後的世界。

## 故事概要
讲述前作《破》最后阶段所描述的“近第三次冲击”14年之后的世界；全片幾乎以碇真嗣的視角呈現。

### US作战
葛城美里領導部分前NERV成员组成反NERV组织「WILLE」，对NERV的EVA进行歼灭行动。WILLE所属EVA改2号機（搭乗者：式波·明日香·蘭格雷）和8号機（搭乗者：真希波·真理·伊拉絲多莉亞斯）在衛星軌道上对被NERV封印的初号機进行夺回作战「US作战」。
改2号機受到自動防衛系统「Mk.04A」的攻击，在8号機的援護射擊下进行突破。接着遭到与初号机收容在一起的「Mk.04B」的阻击而面临坠入大气层烧毁的危险，明日香向真嗣求救，暂时觉醒的初号机將Mk.04B消滅，2号機和初号機一同返回地球。作战成功。

### AAA Wunder
在WILLE的战舰“AAA Wunder”上醒来的真嗣，于14年之后重遇葛城美里和明日香等WILLE成员。眾人認為真嗣是引起“近第三次冲击”的元兇而冷待他；並警告他不得再驾驶EVA，更強行要他佩戴能致死的项圈「DSS Choker」，以免他驾驶EVA時因自身感情引發EVA觉醒而失控。眾人又告訴真嗣14年前綾波零並未獲救。
Wunder遭“涅墨西斯系列”4机的袭击，拥有“弑神之力”的Wunder炮击並消灭對方。之后NERV所属的EVA Mark.09前来袭击Wunder，真嗣误认Mark.09为零号機，并听出驾驶员为綾波零的声音，随后无视葛城美里的警告而同Mark.09一道前往NERV。8号機出擊阻截Mark.09失敗，但葛城美里始終沒有啟動「DSS Choker」，讓Mark.09帶著真嗣離開了啟動範圍。

### NERV总部
地表之上的第3新東京市早已消失，回到被摧毁的NERV总部的真嗣，接到碇源堂命令，要與渚薰一起驾驶EVA第13号機。
真嗣在得知綾波零依然活着，並在钢琴二重奏中与渚薰熟稔后逐渐重新振作。但真嗣稍後從薰得知自己在14年前引发“近第三次冲击”，導致地球生命滅絕，之後再從冬月副司令口中得知初號機核心是母親唯之靈魂寄宿其中，而唯之基因數據被保存起來製作成複製人綾波零系列，當年認識的綾波零被吸收到初號機之中，而且一切都是碇源堂之計劃，真嗣對於未能真正救出零，面對眼前全無記憶及情感之另一位零更感到绝望。
第13号機完成後，絕望之真嗣本來拒绝行动。渚薰為真嗣拆除DSS项圈，把它戴到自己的脖子上并说「當第13号機手持朗基努斯與卡西烏斯兩把槍，就能讓世界重新來過」，再次給予真嗣希望，成功說服真嗣一同驾驶第13号機。

### 中央大垂直沟最深处
第13号機同綾波零驾驶的Mark.09一起抵达了中央大垂直沟最深处，薰看到Lilith上的EVA Mark.06被兩把朗基努斯長槍貫穿驚覺有異，陷入一陣思考。此时明日香的改2号機和真希波的8号機來袭，薰無暇解釋而只能勸阻真嗣拔出枪，但一心希望重獲眾人認同的真嗣强行切断薰对EVA的控制權並拔出了两把枪。之后，第2使徒Lilith的尸骸崩解，潜藏在Mark.06体内的第12使徒再度活动，並在Mark.09将Mark.06的头斩落時，以黑色带状形態纏繞第13号机。結果第13号机觉醒，使全身布满核心的第12使徒迅速缩小並將之吞噬。吞下使徒的第13号機進入疑似神化形態3+(推測)並飛上空中打算發動第四次衝擊。

### 第四次冲击

第四次衝擊的開幕儀式

真嗣驚愕地目睹第四次冲击开始並再次摧毀地表。葛城美里率领Wunder攻击第13号機以制止衝擊；但碇源堂命複製綾波零利用Wunder原主人Mark.09（Adams的容器）趁機抢夺Wunder控制权。明日香透過「代号777」将改2号机兽化與Mark.09交戰，並把Mark.09的頭擰斷後無法殲滅而使其再生；双方驾驶员强行射出插入栓，改2号机最終自爆将Mark.09歼灭。
在第13号机內，薰安慰自責的真嗣，告知他會阻止第四次衝擊，先用兩枝槍刺穿第13号机的核心，接著讓DSS项圈爆炸，然而直至真希波强行拔出真嗣的插入栓才完全停止。
真希波和8号機隨同「AAA Wunder」離開。逃出改2号机的明日香在地上廢墟找到真嗣的插入栓，發現他再度失去鬥志，只得把他拽出艙外。此时，從Mark.09逃出的複製綾波零出现，于是三人一起走向远方等待救援，Q的剧情完结。

### 下集預告
失去生气继续流浪的碇真嗣。抵达之处授予他希望的含义。终于发动的补完计划。为了阻止最终冲击而展开最后决战的WILLE。撕裂天空的Wunder！奔走于红色大地的EVA8+2号机！

次回：新·福音戰士劇場版𝄇（直译：「新·福音戰士劇場版𝄇」）
（以上為3.33前上映版本）
为了解决一切，美里与WILLE船员出击。为了解决一切，明日香与真理驾驶着满身疮痍的EVA。为了解决一切，碇真嗣与父亲碇源堂对峙。于是，碇真嗣作出决定。再见，所有的福音战士。

次回：新·福音戰士劇場版𝄇（直译：「新·福音戰士劇場版𝄇」）
（以上為3.333 IMAX上映版本）

## 作品设定

### 登場人物
主人公
- 碇真嗣（聲優：緒方惠美）(香港粵語配音:郭俊廷)- 本作主人公、“第3少年”。和渚薰共同驾驶第13号機。作战服为紫色、编号为13（背号为α）。

NERV・SEELE一方人物
- 綾波零 (暂称)（聲優：林原惠）(香港粵語配音:周文瑛) - 驾驶Mark.09，NERV所属驾驶员。作战服为黑色、编号为09（背号为9）。
- 渚薰（聲優：石田彰）(香港粵語配音:蔡忠衛)  -  “SEELE的少年”。第1使徒，後來被設計後墮落為第13使徒。和碇真嗣共同驾驶第13号機。作战服为紫色、编号为13（背号为A）。
- 碇源堂（聲優：立木文彦）(香港粵語配音:黃志明) - NERV最高司令官（沿用前作的設定）。真嗣之父。
- 冬月耕造 （聲優：清川元夢）(香港粵語配音:譚漢華) - NERV副司令（沿用前作的設定）。
- 基爾·羅倫茲 （聲優：麥人） - SEELE的原主導者。
- 碇唯 - 碇真嗣的母親。旧姓「綾波」。

WILLE（ヴィレ）一方人物
- 式波·明日香·蘭格雷（聲優：宮村優子）(香港粵語配音:王夢華) - 驾驶改2号機，WILLE所属驾驶员。“第2少女”。作战服为红色、编号为02（背号为2）。
- 真希波·真理·伊拉絲多莉亞斯（聲優：坂本真绫）(香港粵語配音:鄭家蕙) - 驾驶8号機，WILLE所属驾驶员。作战服为粉色、编号为08（背号为8）。
- 葛城美里（聲優：三石琴乃）(香港粵語配音:張雪儀) - AAA Wunder艦長。大佐。
- 赤木律子（聲優：山口由里子）(香港粵語配音:曾月娥) -  AAA Wunder副艦長。她的頭髮比新劇場版：破的時候短很多。
- 伊吹摩耶（聲優：長澤美樹）(香港粵語配音:譚淑嫻)  - AAA Wunder整備長。
- 青葉茂（聲優：子安武人）(香港粵語配音:陳冠宏) - AAA Wunder操作员。
- 日向誠（聲優：优希比吕）(香港粵語配音:李家輝) -  AAA Wunder操作员。
- 鈴原櫻（聲優：澤城美雪）(香港粵語配音:顧詠雪) -  鈴原冬二的妹妹。真嗣的主治医师。少尉。
- 高雄浩司（聲優：大塚明夫）- AAA Wunder操作员。与加持良治是旧识。
- 長良菫（聲優：大原沙耶香）- AAA Wunder操作员。（另外，大原也曾在《序》和《破》中参加操作员的配音演出）
- 多摩秀树（聲優：勝杏里）- AAA Wunder操作员。
- 北上绿（聲優：伊瀨茉莉也）- AAA Wunder操作员。

### EVANGELION
以对抗「使徒」为目的而建造的人型兵器。由NERV负责开发、持有和使用，在本作中WILLE也拥有。驾驶员坐进圆筒形驾驶舱「插入栓」中，主要是通过神经与機体连接进行操作。由脐带电缆提供电力，内置电力最大可支持5分钟的活动时间。與使徒一样拥有A.T.力场，可以与使徒的A.T.立场相中和、侵食或破坏。
初号機、2号機、Mark.06继新劇場版破之后再度登場，在新劇場版作为新機体登场的有 Mark.04、8号機、Mark.09、第13号機等。
汎用人型決戰兵器  試驗初号機
前额拥有一支長角、双眼、紫色的機体。
在開頭時聽到明日香的話覺醒，從封印的貨櫃中以右眼進行光束攻擊，擊破所有的Mark.04，攻擊完畢後再度停機。
汎用人型決戰兵器  正規實用型 2号機（先行量産機）
拥有4只眼睛的红色機体。明日香驾驶，WILLE所拥有的機体。在前作《破》中与第10使徒作战遭到重创，本作中作为「改2号機」登場。
- 改2号機β - 初号機奪還作战「US作战」中的形態。
- 改2号機γ - 对在水中的Wunder主機进行点火作業时的形態。除了左臂义肢装备为比较接近真正的手臂的样子，右手、腹部、足部皆有所变动。
- 兽化第4形態（第2種）- 根据代号777而変形。与兽化第2形態（新劇場版:破中隐藏模式·野兽“THE BEAST”）相似，身體開始增長撐破腹部裝甲，長出尾巴，四肢變結實，指頭長出爪子，接近貓科動物的型態。比新劇場版:破中隐藏模式·野兽還要強。

汎用人型決戰兵器  正規實用型（WILLE改装） 8号機
拥有8只眼睛的粉色機体。真希波驾驶，WILLE所拥有的機体。
- 8号機α - 初号機奪還作战「US作战」中的形態。四肢以及腹部的形状与NERV所拥有的機体都一样。
- 8号機β - 四肢以及腹部的形状有所变更。

EVANGELION Mark.04
主體為圓盤狀，型態異於人型的EVA，特點為無人駕駛、擁有反AT力場、血型波長與使徒相同為藍色。
型態4A（Code 04A）

型態4B（Code 04B）

型態4C（Code 04C） 涅墨西斯系列

EVANGELION Mark.06
自月球飛來的靛青色機體。根據渚薰描述，十四年間被改造為自律型，引發第三次衝擊後與莉莉絲融合，置於中央教條的最深處。第12使徒藏於體內。
EVANGELION Mark.09
酷似零號機。綾波零 (暫稱) 駕駛，NERV、Seele陣營所有，被稱為Wunder原來的主人和「Adams的容器」。即使是無頭狀態下，依然運作自如，真正的頭部為有角的十二眼型態。武器為一柄鐮刀。
EVANGELION 第13号機
酷似初號機，複眼、複手、複座式駕駛。在本作中段完成建造，NERV、Seele陣營所有。雖是以複座式駕駛（Double Entry System）啟動機體，並同時插入兩個插入栓，但可由單人操縱，無AT力場，可吸收反AT力場彈。真嗣和渚薰擔綱駕駛。第二對手臂藏於胸部裝甲。
AAA Wunder
WILLE陣營所有。動力來源以初號機為核心啟動，主炮火力可穿透AT力場，並可運用AT力場製造盾反射，或使僚艦與主艦在同一重力水平航行。

### 使徒
第4至第10使徒均有攻击第3新東京市。形状和能力都各不相同，但必定会有叫做「核心」的部位（通常为红色球体）、此处被破坏之后就会停止活动，全身变作血一样的液体（形象崩坏）。
第12使徒
被称为“最后的使徒”，潜伏在EVANGELION Mark.06号机中。Mark.09斩落Mark.06的头部使其释放。第12使徒没有固定形态，并且全身都是“核心”。最后它包裹住第13号機并由其咬碎吞噬。
第13使徒
第1使徒的渚薰，由於碇源堂的設計，使他由第1使徒墮落成第13使徒。

## 制作人员
- 原作・脚本・总监督：庵野秀明
- 监督：摩砂雪、前田真宏、鶴卷和哉
- 主・人物设定：贞本义行
- 主・机械设定：山下育人
- 分镜：鶴卷和哉、樋口真嗣、摩砂雪、前田真宏、小松田大全、轟木一騎、庵野秀明
- 总作画监督：本田雄
- 作画监督：林明美、井上俊之
- 特技监督：增尾昭一
- 副监督：中山胜一、小松田大全
- 设计工作：本田雄、高倉武史、渡部隆、コヤマシゲト、小松田大全、渭原敏明、小林浩康、吉崎響、浅井真紀、前田真宏、鶴卷和哉、樋口真嗣、出渕裕、庵野秀明
- 总演出：鈴木清崇（龙之子）
- 色彩設定：菊地和子（Wish）
- 美術监督：加藤浩（Totonyan（日语：ととにゃん））
- CGI监督：鬼塚大辅、小林浩康
- 摄影监督：（T2 Studio）
- 剪辑：李英美
- 音乐：鹭巣诗郎
- 効果：野口透（Anime Sound）
- 总監督助手：轟木一騎
- 脚本協力：榎戶洋司、鶴巻和哉、前田真宏
- 动画制作：khara工作室
- 共同配給：T-JOY（日语：ティ・ジョイ）、khara
- 宣传・制作：khara
- 执行制片人：大月俊倫、庵野秀明

## 音乐

### 主题曲
- 《櫻花紛飛》
  - 主唱：宇多田光
  - 作词：宇多田光
  - 作曲：宇多田光，Paul Carter（英语：Paul Carter (songwriter)）
  - EMI音樂

### 原声带
电影配乐依然由鷺巢詩郎负责。部分曲目来自庵野秀明导演、鷺巣詩郎配音的作品《冒險少女娜汀亞》中的乐曲。收录了电影中所使用乐曲的未编辑版本的音乐专辑《Shiro SAGISU Music from "EVANGELION:3.0" YOU CAN (NOT) REDO.》于2012年11月28日由King Records发售，内含两张CD。
电影原声音乐专辑包含在2013年4月24日发售的Blu-ray和DVD版本《福音戰士新劇場版：Q EVANGELION:3.33 YOU CAN (NOT) REDO.》的初回特典CD中，未单独发售。原声音乐专辑将剧中使用的所有音乐，以劇中剪辑后使用的长度和编曲方式进行收录。另外还收录有主题曲《櫻花紛飛》。
| Shiro SAGISU Music from "EVANGELION:3.0" YOU CAN (NOT) REDO.（Disc1） | Shiro SAGISU Music from "EVANGELION:3.0" YOU CAN (NOT) REDO.（Disc1） | Shiro SAGISU Music from "EVANGELION:3.0" YOU CAN (NOT) REDO.（Disc1） | Shiro SAGISU Music from "EVANGELION:3.0" YOU CAN (NOT) REDO.（Disc1） |
| 曲序                                                                  | 曲目                                                                  |                                                                       | 时长                                                                  |
| --------------------------------------------------------------------- | --------------------------------------------------------------------- | --------------------------------------------------------------------- | --------------------------------------------------------------------- |
| 1.                                                                    | Gods Message =3EM02=                                                  | Mike Wyzgowski                                                        | 3:32                                                                  |
| 2.                                                                    | The Ultimate Soldier =3EM05=                                          | Mike Wyzgowski                                                        | 3:48                                                                  |
| 3.                                                                    | Dark Defender =3EM06=                                                 | Mike Wyzgowski                                                        | 3:44                                                                  |
| 4.                                                                    | The Anthem =3EM07=                                                    | Mike Wyzgowski                                                        | 4:59                                                                  |
| 5.                                                                    | Out of the Dark =3EM10=                                               | Mike Wyzgowski                                                        | 3:53                                                                  |
| 6.                                                                    | L'Apôtre de la Lune (2 pianos) =3EM12=                                |                                                                       | 3:44                                                                  |
| 7.                                                                    | Quatre Mains (à quatre mains) =3EM16=                                 |                                                                       | 2:26                                                                  |
| 8.                                                                    | Qui veut faire l'ange fait la bête (piano solo) =3EM17=               |                                                                       | 3:53                                                                  |
| 9.                                                                    | Trust =3EM19=                                                         | Mike Wyzgowski                                                        | 3:11                                                                  |
| 10.                                                                   | L'Apôtre de la Lune (orchestre cordes) =3EM22=                        |                                                                       | 3:23                                                                  |
| 11.                                                                   | Return to Ash =3EM23=                                                 | Mike Wyzgowski                                                        | 4:31                                                                  |
| 12.                                                                   | It will mean Victory =3EM24=                                          | Mike Wyzgowski                                                        | 3:46                                                                  |
| 13.                                                                   | Betrayal =3EM25=                                                      | Mike Wyzgowski                                                        | 5:37                                                                  |
| 14.                                                                   | Scarred and Battled =3EM26=                                           | Mike Wyzgowski                                                        | 3:38                                                                  |
| 15.                                                                   | From Beethoven 9 =3EM27=                                              | 路德维希·范·贝多芬（詞曲）                                            | 3:00                                                                  |
| 16.                                                                   | The Wrath of God in All its Fury =3EM28=                              | Mike Wyzgowski                                                        | 3:40                                                                  |
| 17.                                                                   | Tout est Perplexe (Thème Q) =3EM30b=                                  |                                                                       | 5:17                                                                  |
| 18.                                                                   | Gods Gift =3EM31=                                                     | Mike Wyzgowski                                                        | 5:00                                                                  |
| 19.                                                                   | Kindred Spirits (Thème Q) =3EM30a=                                    | Mike Wyzgowski                                                        | 2:29                                                                  |
| 总时长：                                                              | 总时长：                                                              | 总时长：                                                              | 1:13:31                                                               |

| Shiro SAGISU Music from "EVANGELION:3.0" YOU CAN (NOT) REDO.（Disc2） | Shiro SAGISU Music from "EVANGELION:3.0" YOU CAN (NOT) REDO.（Disc2） | Shiro SAGISU Music from "EVANGELION:3.0" YOU CAN (NOT) REDO.（Disc2） | Shiro SAGISU Music from "EVANGELION:3.0" YOU CAN (NOT) REDO.（Disc2） |
| 曲序                                                                  | 曲目                                                                  |                                                                       | 时长                                                                  |
| --------------------------------------------------------------------- | --------------------------------------------------------------------- | --------------------------------------------------------------------- | --------------------------------------------------------------------- |
| 1.                                                                    | Bataille d'Espace =3EM01=                                             |                                                                       | 4:00                                                                  |
| 2.                                                                    | Quiproquo 131 (2 pianos) =3EM03=                                      |                                                                       | 1:28                                                                  |
| 3.                                                                    | Serenity Amongst the Turmoil =3EM04=                                  | Mike Wyzgowski                                                        | 3:32                                                                  |
| 4.                                                                    | Quelconque 103 (piano) =3EM08=                                        |                                                                       | 2:51                                                                  |
| 5.                                                                    | Quiproquo 83 (2 pianos) =3EM09=                                       |                                                                       | 2:13                                                                  |
| 6.                                                                    | Quatre Mains (chambre cordes)（Bonus Track）                          |                                                                       | 2:31                                                                  |
| 7.                                                                    | Quiproquo 140 (piano) =3EM18=                                         |                                                                       | 2:42                                                                  |
| 8.                                                                    | Long Slow Pain =3EM20=                                                | Mike Wyzgowski                                                        | 3:11                                                                  |
| 9.                                                                    | Quelconque 56 avec A4 (2 pianos plus) =3EM21=                         |                                                                       | 3:23                                                                  |
| 10.                                                                   | Quiproquo 131 (orchestre)（Bonus Track）                              |                                                                       | 2:19                                                                  |
| 11.                                                                   | Qui veut faire l'ange fait la bête (piano capricieux)（Bonus Track）  |                                                                       | 2:51                                                                  |
| 12.                                                                   | Thème Q (guitare) =3EM13=                                             |                                                                       | 4:32                                                                  |
| 13.                                                                   | Bande-annonce (garçons)（Bonus Track）                                | Mike Wyzgowski                                                        | 1:08                                                                  |
| 14.                                                                   | Peaceful Times (choeur) =3EM32=                                       | Mike Wyzgowski                                                        | 0:51                                                                  |
| 15.                                                                   | Famously...（Bonus Track）                                            |                                                                       | 9:15                                                                  |
| 总时长：                                                              | 总时长：                                                              | 总时长：                                                              | 46:47                                                                 |

| EVANGELION:3.0 YOU CAN (NOT) REDO. original sound track | EVANGELION:3.0 YOU CAN (NOT) REDO. original sound track | EVANGELION:3.0 YOU CAN (NOT) REDO. original sound track | EVANGELION:3.0 YOU CAN (NOT) REDO. original sound track |
| 曲序                                                    | 曲目                                                    |                                                         | 时长                                                    |
| ------------------------------------------------------- | ------------------------------------------------------- | ------------------------------------------------------- | ------------------------------------------------------- |
| 1.                                                      | 3EM01_EM20_Master                                       |                                                         | 1:38                                                    |
| 2.                                                      | 3EM02_C17B_Nu_test02                                    | Mike Wyzgowski                                          | 2:00                                                    |
| 3.                                                      | 3EM03_P_131_2dames                                      |                                                         | 1:29                                                    |
| 4.                                                      | 3EM04_EM10A_Q                                           | Mike Wyzgowski                                          | 1:46                                                    |
| 5.                                                      | 3EM05_1125                                              | Mike Wyzgowski                                          | 2:47                                                    |
| 6.                                                      | 3EM06_C_16_take2                                        | Mike Wyzgowski                                          | 3:03                                                    |
| 7.                                                      | 3EM07_C_15_take2                                        | Mike Wyzgowski                                          | 3:38                                                    |
| 8.                                                      | 3EM08_SS_103_junko                                      |                                                         | 1:33                                                    |
| 9.                                                      | 3EM09_P_83_2dames_mx3                                   |                                                         | 1:52                                                    |
| 10.                                                     | 3EM10_1176_long_end                                     | Mike Wyzgowski                                          | 3:37                                                    |
| 11.                                                     | 3EM11_QuatreMains_E_03_mx3                              |                                                         | 0:42                                                    |
| 12.                                                     | 3EM12_SS_101_2femmes_option                             |                                                         | 1:07                                                    |
| 13.                                                     | 3EM13_Guitar_ForQ                                       |                                                         | 2:09                                                    |
| 14.                                                     | 3EM14_Piano_Adlib_44                                    |                                                         | 0:19                                                    |
| 15.                                                     | 3EM15_pre                                               |                                                         | 0:43                                                    |
| 16.                                                     | 3EM15_QuatreMains_Fun_07_edit_B                         |                                                         | 1:07                                                    |
| 17.                                                     | 3EM16_QuatreMains_60sec                                 |                                                         | 1:16                                                    |
| 18.                                                     | 3EM17_SS_106_female                                     |                                                         | 1:54                                                    |
| 19.                                                     | 3EM18_P_140_70bpm                                       |                                                         | 1:11                                                    |
| 20.                                                     | 3EM19_Omni_09                                           | Mike Wyzgowski                                          | 2:58                                                    |
| 21.                                                     | 3EM20_P_56_A4_orch+piano                                | Mike Wyzgowski                                          | 3:08                                                    |
| 22.                                                     | 3EM21_P_57_A4_2files+1                                  |                                                         | 1:06                                                    |
| 23.                                                     | 3EM21A_QuatreMains_G                                    |                                                         | 0:32                                                    |
| 24.                                                     | 3EM22_SS_101_Orch                                       |                                                         | 3:33                                                    |
| 25.                                                     | 3EM23_1128_take4_360                                    | Mike Wyzgowski                                          | 4:14                                                    |
| 26.                                                     | 3EM24_SD2_01_take3                                      | Mike Wyzgowski                                          | 3:27                                                    |
| 27.                                                     | 3EM25_SD2_53_take3_IntroStart                           | Mike Wyzgowski                                          | 2:23                                                    |
| 28.                                                     | 3EM26_1155_139_take4                                    | Mike Wyzgowski                                          | 2:13                                                    |
| 29.                                                     | 3EM27_Beethoven9_Orch+Cho                               | 路德维希·范·贝多芬（詞曲）                              | 2:44                                                    |
| 30.                                                     | 3EM28_Nu09_360                                          | Mike Wyzgowski                                          | 3:31                                                    |
| 31.                                                     | 3EM30_GuitarForQ_Pno+Vo_Orch+Pno                        | Mike Wyzgowski                                          | 2:42                                                    |
| 32.                                                     | 3EM31_1120_360                                          | Mike Wyzgowski                                          | 2:19                                                    |
| 33.                                                     | 櫻花紛飛                                                | 宇多田光（詞曲、演唱）                                  | 4:39                                                    |
| 34.                                                     | 3EM32_F02                                               | Mike Wyzgowski                                          | 0:32                                                    |

## 发行

### 发行历史

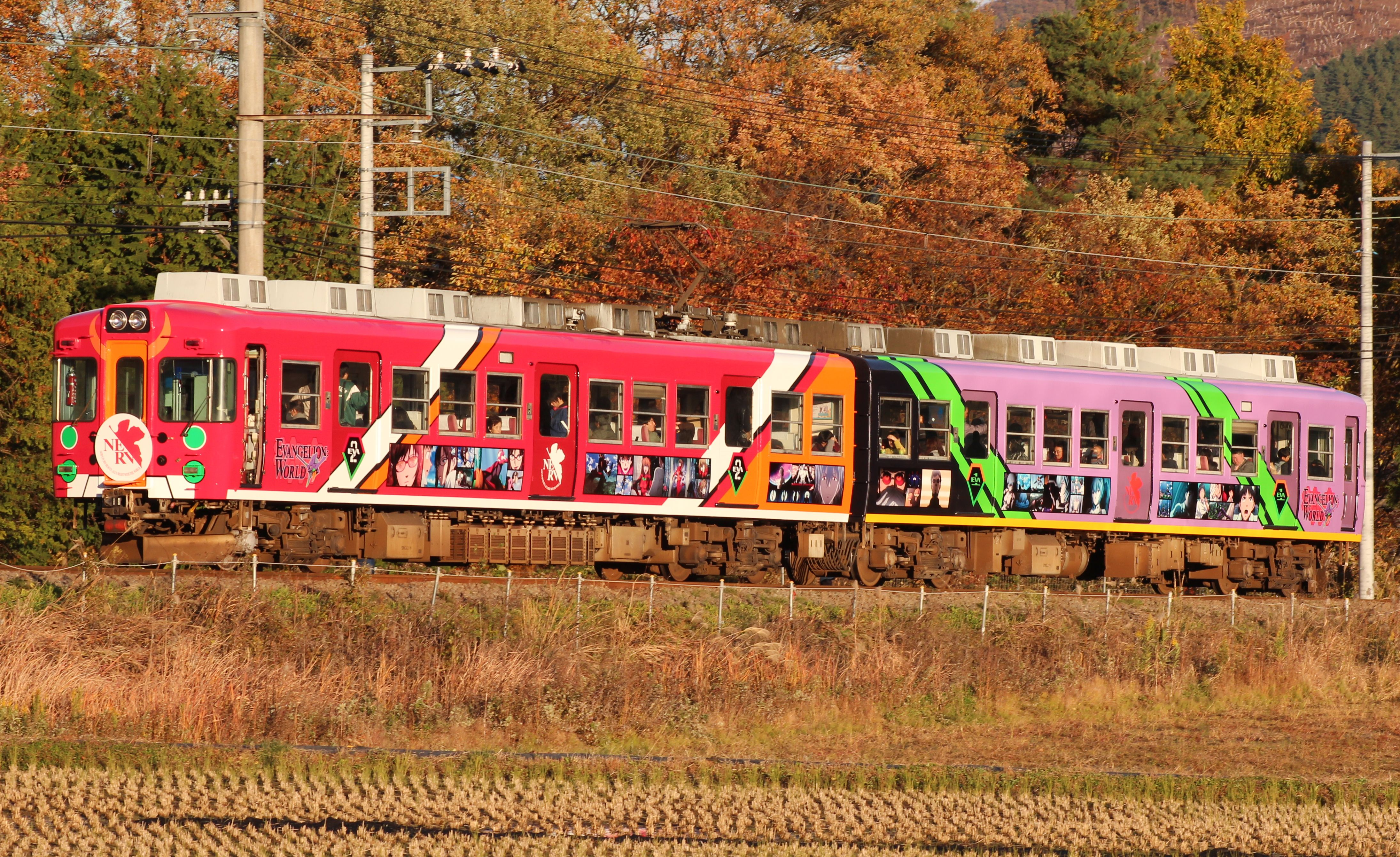
Q公開記念電車

- 2011年8月26日，电视节目“金曜劇場（日语：金曜ロードSHOW!）”放映了《福音战士新剧场版：破 TV版》，結尾釋出新的預告，公開本作将于2012年秋季上映的消息。
- 2012年1月1日，本作的副标题（英文标题）“EVANGELION:3.0 YOU CAN (NOT) REDO.”公开。
- 7月1日21时（JST），在日本新宿Wald9電影院外牆上放映了官方视频杂志“EVA-EXTRA 08”，公布本作将于2012年11月17日公开。
- 7月13日，电视节目“金曜劇場”放映了“TV版 特报”。特报前半为前2作的30秒摘要（与7月1日放映的相同），后半为彩虹色的钢琴CG画面[10]。
- 7月14日，电影院开始销售前卖券，公开“剧场版特报”和钢琴海报，散发宣传传单。于28日在官方网站公开了“剧场版特报”，内容是与“TV版 特报”类似的钢琴CG画面。
- 10月17日，niconico生放送播放了本作的“niconico动画版预告”[11]。
- 10月20日，公开了新版的海报（画面为背靠背坐在星空下的两少年）[12]。
- 11月1日，电影官方网站公开了影片的“剧场版预告”[13]。
- 11月16日，电视节目“金曜劇場”播放本作开头的6分38秒（TV版）[14]。
- 11月17日，电影公映。

### 电影上映
2012年11月17日0时 (JST)，新宿Wald9电影院全场（9块屏幕、共计1825个座位）先行放映本作。当天，本作于日本47都道府县的223家影院公映。（注：序的上映影院数为85家，破为120家）同日、主題曲由宇多田光所演唱的新曲《櫻花紛飛》發表、同時開始提供下载、音樂官方網站開設。
1月26日，隨著票房突破50億圓大關本片在日本全国扩大了94块银幕的上映范围（新加入85块屏幕）。
2013年4月24日，于香港上映。2014年7月5日，本片作为展映影片之一在上海举办的CCG EXPO 动画电影展映上放映。
2021年1月8日至22日期间，在日本限定上映IMAX版。但此版本「3.333」中畫面配色、分鏡與對白均有部分變動，片末的下集預告旁白與畫面則是完全替換。

### Blu-ray&DVD
2013年4月24日，《福音战士新剧场版：Q　EVANGELION:3.33 YOU CAN (NOT) REDO.》蓝光光碟版、DVD版发售。

### 电视放映
- 在本作劇場公開前日的2012年11月16日、日本电视台『金曜劇場』放映《破 TV版》後直接放映《Q 冒頭6分38秒 TV版》。关东地区收视率録得13.8%。
- 2014年9月5日、新劇場版3週连续放送「EVA祭」的一環、同档节目（金曜劇場）放映《Q TV版》以及《巨神兵现身东京劇場版 TV版》。版本表記为：3.03'。次回予告改为「NEXT　EVANGELION:3.0+1.0」。关东地区收视率録得10.0%[20]。

## 评价
本作入圍第36回日本電影金像獎的最佳動畫片獎。并获得第17屆日本新媒體動漫藝術節動畫部門優秀賞。庵野秀明因本作获得第22回日本電影影評人大獎動畫監督賞。

## 票房
11月20日，上映第4日動員數突破100萬人。
11月25日上映第9日動員數突破200萬人，上映10天票房收入突破30億日元。11月26日，「劇場版追告」公開。
2013年1月12日，动员观众人数达363万人以上，票房收入突破50亿日元。最终票房收入52.6亿日元。

### 觀眾入場人數
日本最終觀客動員數達382萬6472人，票房52億6737萬3350圓。

## 脚注

### 註解
1. ↑  全称：Deification Shutdown System Choker；
2. ↑  一說是碇源堂做了手脚。
3. ↑  日本映画製作者連盟发表的興収数据为53.0億円[27]

1. 2012年的影院上映版为3.0，2013年的BD/DVD版为3.33[3]，2014年放映的电视版为3.03'，2021年上映的IMAX版3.333[4]。
2. ↑  日语中，“急”读音为，罗马音为“KyuU”，与“Q”读音相同。